# West End
O West End é uma área na região centro da Região de Londres, Inglaterra, que contém muitas das principais atrações turísticas da região, bem como diversas sedes de empresas e os célebres teatros do West End, que compõe o complexo conhecido como Theatreland. O termo "West End" ("Ponta Oeste") começou a ser usado no início do século XIX para descrever as áreas mais elegantes, situadas a oeste de Charing Cross.
Enquanto a City de Londres é o principal distrito financeiro e de negócios de Londres, o West End é o principal centro comercial e de entretenimento da cidade. É o maior distrito comercial central do Reino Unido, comparável a Midtown Manhattan em Nova York, o 8º arrondissement em Paris, Orchard Road em Singapura ou Shibuya em Tóquio. É um dos locais mais caros do mundo para alugar espaços comerciais e de escritórios.

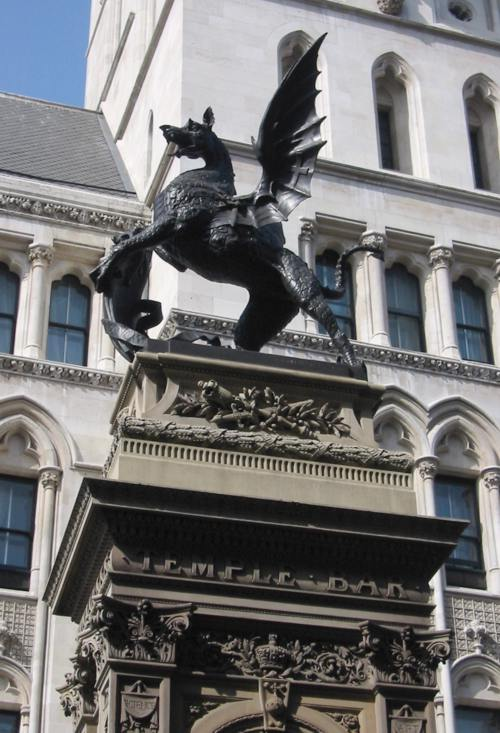
Estátua do dragão no monumento Temple Bar, que marca a fronteira entre a City de Westminster e a City de Londres

## História
A Londres medieval compreendia duas cidades adjacentes - a cidade de Londres, no leste, e a City de Westminster, no oeste.
Com o tempo, eles passaram a formar o centro da Londres moderna, embora cada um mantivesse seu próprio caráter distinto e sua identidade legal separada (por exemplo, a cidade de Londres tem sua própria força policial e é um condado distinto). A cidade de Londres tornou-se um centro para os setores bancário, financeiro, jurídico e profissional, enquanto Westminster tornou-se associado aos setores de lazer, compras, comércio e entretenimento, o governo e o lar de universidades e embaixadas. O West End moderno está intimamente associado a esta área do centro de Londres.

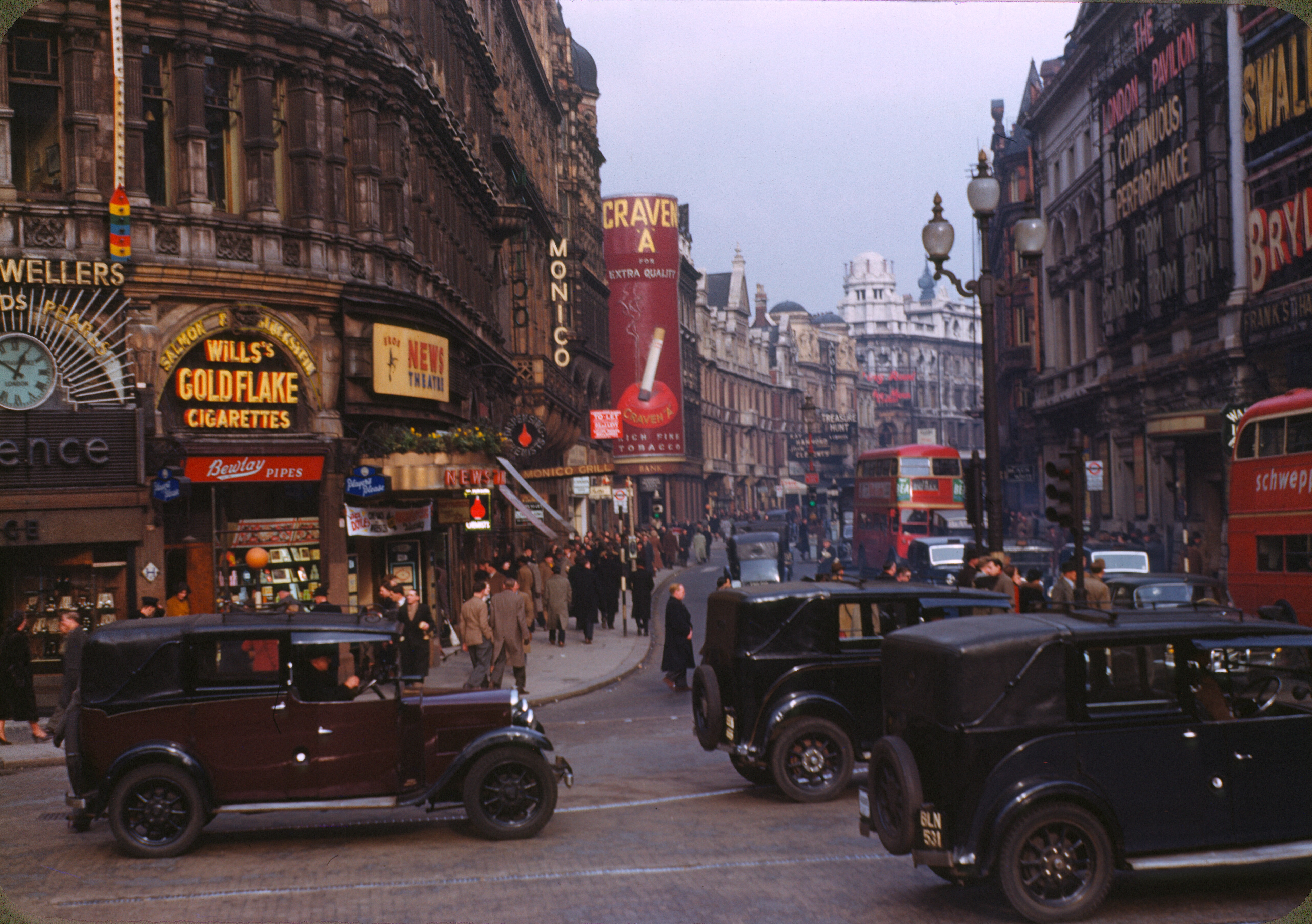
Shaftesbury Avenue de Piccadilly Circus em 1949

Situado a oeste da histórica cidade romana e medieval de Londres, o West End foi por muito tempo preferido pela elite rica como um local de residência porque geralmente ficava contra o vento em relação à fumaça que vinha da cidade lotada. Ficava perto da sede real do poder no Palácio de Westminster (agora lar do Parlamento), e está amplamente contida na City de Westminster (um dos 32 bairros de Londres).

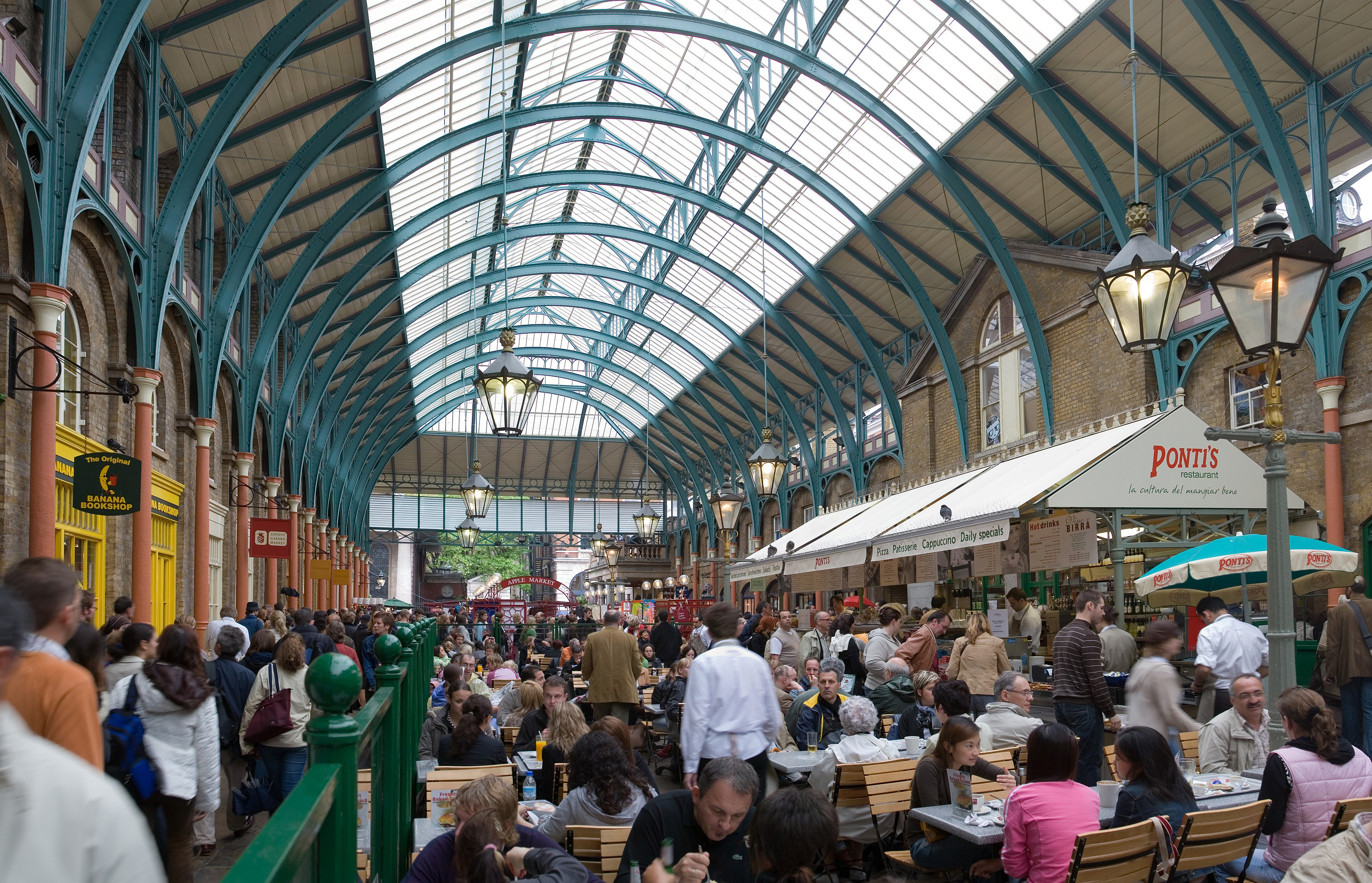
Interior do mercado de Covent Garden, no West End.

Desenvolvido nos séculos XVII, XVIII e XIX, foi construído como uma série de palácios, casas de cidade caras, lojas da moda e locais de entretenimento. As áreas mais próximas da cidade ao redor de Holborn, Seven Dials e Covent Garden continham comunidades mais pobres que foram desmatadas e reconstruídas no século XIX.